# Reichsbanner Schwarz-Rot-Gold
A Reichsbanner Schwarz-Rot-Gold (lit.  "Bandeira Preta-Vermelha-Dourada do Reich", ou simplesmente Reichsbanner) foi uma organização na Alemanha durante a República de Weimar com o objetivo de defender a democracia parlamentar alemã contra a subversão interna e o extremismo da esquerda e da direita e obrigar a população a respeitar e honrar a bandeira e a constituição da nova República. Foi formado por membros do Partido Social-Democrata da Alemanha (SPD) de esquerda, do Partido do Centro Alemão de centro-direita e do Partido Democrático Alemão de centro-liberal em fevereiro de 1924.
Organizados militarmente, os membros queriam garantir proteção não violenta contra os inimigos da democracia. Eles recusaram-se a armar-se, mas eram em parte constituídos por veteranos.
Seu nome é derivado da bandeira da Alemanha adotada em 1919, cujas cores foram associadas à República de Weimar e ao nacionalismo liberal alemão e, por acaso, às cores tradicionais dos seus três partidos fundadores: o Partido do Centro (preto), o Partido Social-Democrata (vermelho) e o Partido Democrata (dourado).
Enquanto o Reichsbanner foi criada como uma organização multipartidária, passou a ser fortemente associada ao Partido Social-Democrata. A sede do Reichsbanner estava localizada em Magdeburg, mas tinha filiais em outros lugares.
Como uma organização paramilitar pró-democracia, os principais oponentes eram o Partido Comunista da Alemanha e seu Roter Frontkämpferbund na extrema esquerda, e o Partido Nazista e sua Sturmabteilung (SA) na extrema direita. Além desses dois principais oponentes, eles também combateram várias organizações paramilitares nacionalistas reacionárias. Após a tomada do poder pelos nazistas, os membros desempenharam um papel na resistência antinazista.
O Reichsbanner foi restabelecido em 1953, como Reichsbanner Schwarz-Rot-Gold, Bund aktiver Demokraten e.V. como uma associação para educação política. O clube do pós-guerra não é mais uma organização paramilitar, mas organiza atividades educacionais e de memória, como seminários e painéis. De acordo com sua composição histórica, ele é oficialmente aberto a membros de todos os partidos democráticos, mas está intimamente associado ao SPD. Tem conexões com o Memorial da Resistência Alemã, as forças armadas e a polícia.

## História

### Formação e desenvolvimentos iniciais (1924–1930)

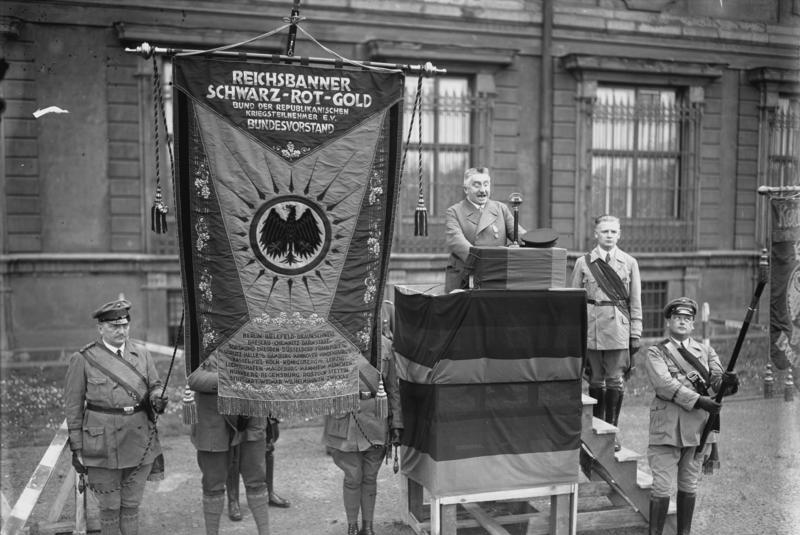
Encontro em 1929

Na época da formação do Reichsbanner, grupos armados como o nacionalista Der Stahlhelm, a Sturmabteilung nazista e a comunista Roter Frontkämpferbund continuou a radicalizar e intensificar a luta armada na Alemanha. O Reichsbanner foi inicialmente formado em reação ao Putsch da Cervejaria nazista e à rebelião comunista de Hamburgo, ambos golpes fracassados, que ocorreram no final de 1923. Em 22 de fevereiro de 1924, membros do SPD, do Partido do Centro Alemão, do Partido Democrático Alemão e sindicalistas de Magdeburg fundaram o Reichsbanner. Embora a composição do Reichsbanner fosse diversa, os sociais-democratas representavam cerca de 90% dos membros da organização.
No outono de 1927, o Reichsbanner expulsou todos os membros pertencentes ao Velho Partido Social-Democrata, acusando o partido de procurar alianças com os fascistas.
O Reichsbanner era uma organização de veteranos, na qual ex-soldados da Primeira Guerra Mundial empregavam sua experiência militar a serviço da República. Seu principal objetivo era a defesa da República de Weimar contra as usurpações da democracia pelos campos nacional-socialista, monarquista e comunista. O político social-democrata Otto Hörsing descreveu o Reichsbanner como uma "organização de proteção apartidária da República e da democracia na luta contra a suástica e a estrela soviética". Os membros viam-se como guardiões da continuação das tradições democráticas da Alemanha, como as Revoluções de 1848 e as suas cores nacionais constitucionais homónimas: preto, vermelho e dourado.

### Fim da democracia de Weimar (1930-1933)

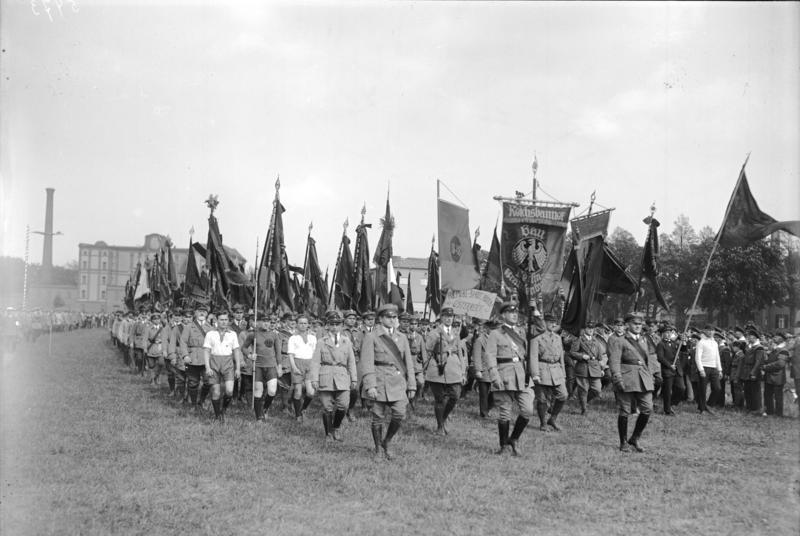
Marcha do Reichsbanner, 1928

Após os sucessos eleitorais nazis substanciais em 1930, o Reichsbanner em setembro procurou fortalecer-se contra a intensificação da violência nas ruas através da Sturmabteilung unidades com uma reestruturação da organização operacional. Os membros ativos foram divididos em formações principais (Stafo) e as unidades de elite em formações de proteção (Schufo). Na primavera de 1931, 250.000 homens pertenciam aos Schufos. Os "Jovens Bandeiras" também foram formados.

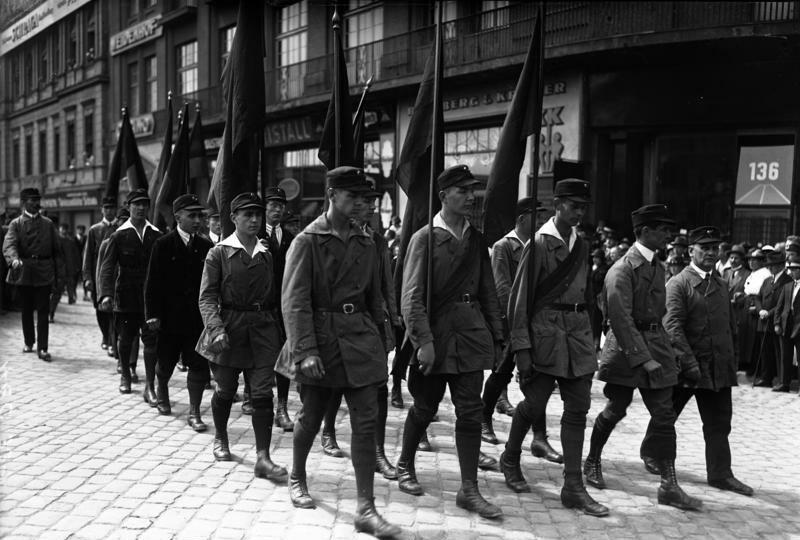
Marcha do Reichsbanner, 1930

Em 16 de dezembro de 1931, o Reichsbanner, a Federação Operária de Ginástica e Esporte (ATSB), a Federação Geral dos Sindicatos Alemães (ADGB) e o Partido Social-Democrata formaram a Frente de Ferro. Dentro da Frente, as operações defensivas eram da responsabilidade do Reichsbanner, que se tornou cada vez mais importante à medida que a violência da Roter Frontkämpferbund comunista e da Sturmabteilung nazista.
A última assembleia geral federal do Reichsbanner se encontraram nos dias 17 e 18 de fevereiro de 1933 em Berlim. Em março, Reichsbanner e a Frente de Ferro foram banidas em todo o Reich.
Após a proibição do Reichsbanner, alguns membros se juntaram ao Der Stahlhelm, o que levou a um incidente em que um registro em massa em Braunschweig foi invadido pelos nazistas, que o chamaram de Putsch de Stahlhelm.

### Membros doReichsbannerna Resistência (1933–1945)
Após sua proibição, alguns membros da organização, em particular os Schufos de elite, participaram da Resistência Social-Democrata. Círculos de resistência de antigos membros do Reichsbanner se formaram em torno de indivíduos como Theodor Haubach.

### Reichsbannerpós-Alemanha Nazista
O Reichsbanner foi reformada em 1953 como uma associação para educação política e histórica.
Após o seu restabelecimento, o Reichsbanner continuou a sua prática histórica de publicação de revistas. Em sua forma moderna, a publicação informa os membros e o público sobre questões sociais atuais e frequentemente contém entrevistas com políticos alemães de alto escalão.

## Estrutura e organização histórica

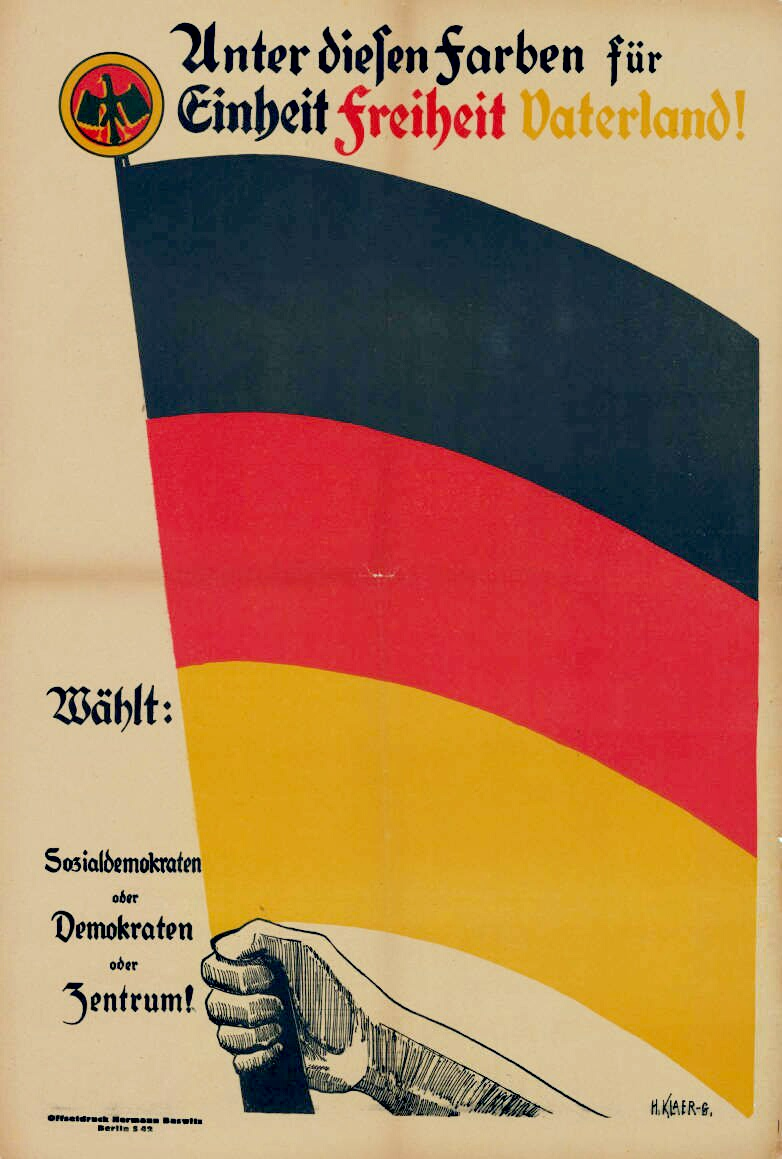
Cartaz da Coalizão de Weimar da eleição federal alemã de dezembro de 1924

No Reichsbanner original, duas estruturas organizacionais existiam em paralelo: uma associação política registrada e uma força de combate organizada.
A organização política era liderada pela Administração Federal, composta por um primeiro e um segundo presidente, três deputados, o tesoureiro federal, o caixa federal, o secretário, o gerente técnico, o líder federal da juventude, os representantes em exercício e 15 assessores. O presidente federal foi Otto Hörsing a partir de 3 de junho de 1932. Seu representante e sucessor posterior foi Karl Höltermann. Os comitês executivos de todos os níveis organizacionais foram eleitos entre os membros de todos os partidos republicanos da coalizão.
Paralelamente, a organização operacional foi modelada como uma estrutura militar. A menor unidade era o grupo, com um líder e oito homens. Dois a cinco grupos formavam um pelotão (Zug), dois a três pelotões formavam uma companhia (Kameradschaft), duas a cinco companhias constituíam um departamento (Abteilung) e dois a cinco departamentos formavam um distrito. Pelo menos dois distritos formaram um círculo. Nos níveis Gau e Federal, as estruturas operacionais e políticas se sobrepunham, de modo que o Presidente Federal era simultaneamente o Comandante Federal, enquanto cada um dos 32 presidentes do Gau eram Gauführer. O pessoal de comando da organização militar era reconhecido por distintivos de patente. O Comandante Federal, por exemplo, usava na manga inferior a águia federal (preta sobre fundo vermelho, com borda circular dourada) e duas listras pretas, vermelhas e douradas por cima.
De acordo com os próprios registos da organização, o número de membros em 1932 foi estimado em três milhões.